# جان بول غلادو
جان بول غلادو هو لاعب هوكي الجليد كندي، ولد في 20 يونيو 1921 في سان هياسنت في كندا، وتوفي في 1 فبراير 2015.

## وصلات خارجية
- جان بول غلادو على موقع دوري الهوكي الوطني (الإنجليزية)
- جان بول غلادو على موقع قاعة مشاهير الهوكي (لاعب أن.إتش.أل) (الإنجليزية)
- جان بول غلادو على موقع EliteProspects.com (الإنجليزية)
- جان بول غلادو على موقع HockeyDB.com (الإنجليزية)
- جان بول غلادو على موقع Hockey-Reference.com (الإنجليزية)